# Стариков Ігор Вікторович
Ігор Вікторович Стариков (29 липня 1943, Актюбінськ, Казахська РСР — 31 липня 1992, Київ, Україна) — радянський і український актор.

## Життєпис
Народився 29 липня 1943 року в Актюбінську. В 1964 році закінчив Київський державний інститут театрального мистецтва ім. І. Карпенка-Карого. Працював у Київському театрі юного глядача, в російському драматичному театрі.

Могила Ігоря Старикова

Трагічно загинув 31 липня 1992 року. Похований в Києві на Міському кладовищі «Берківці».

## Фільмографія

### Ролі в кіно
- 1992 — «Фестиваль смерті»
- 1992 — «Вінчання зі смертю»
- 1991 — «Танго смерті»:: Ординатор
- 1991 — «Зброя Зевса»:: Стек
- 1991 — «Не стріляйте в мене, будь ласка»
- 1991 — «Із житія Остапа Вишні»
- 1990 — «Ха-бі-аси»:: Олег Георгійович Маслов, полковник
- 1990 — «Розпад»:: епізод
- 1990 — «Яри»:: епізод
- 1990 — «Допінг для янголів»
- 1989 — «Робота у нас така»
- 1989 — «Поїзд без посмішок»
- 1988 — «Гори димлять»:: епізод
- 1984 — «Іванко і цар Поганин»:: Каррі, придворний Каркарона
- 1984 — «Два гусари»:: лисий пан
- 1984 — «В лісах під Ковелем»:: епізод
- 1982 — «Подолання»:: Немірко
- 1982 — «Стратити не представляється можливим»:: епізод
- 1982 — «Якщо ворог не здається...»:: епізод
- 1980 — «Очманіла куля»
- 1980 — «Синдикат-2»:: Іванов
- 1980 — «Велика — мала війна»
- 1979 — «Поема про крила»:: епізод
- 1979 — «Залізні ігри»:: суддя
- 1978 — «Королі і капуста»
- 1977 — «Провінційна історія» (фільм-спектакль):: ротмістр
- 1973 — «Не мине і року...» :: Володимир Гаврилович Жигунов, парторг
- 1972 — «Юлька»:: Іван Федорович, майстер
- 1972 — «Пізнай себе»:: Аскольд
- 1971 — «Іду до тебе...» :: Революціонер
- 1970 — «Руїни стріляють…» :: Сергій Олексійович Благоразумов
- 1970 — «Хліб і сіль»:: Фадей Станіславович
- 1970 — «Ризик»
- 1969 — «Та сама ніч»:: Мотін
- 1969 — «Серце Бонівура»:: підпоручик
- 1967 — «Дитина» (короткометражний)

### Дублювання російською мовою
- 1987 — «Виходу немає» | No Way Out (США)
- 1984 — «Термінатор» | The Terminator (США)
- 1981 — «Таємниця карпатського замку» | Tajemství hradu v Karpatech (Чехословаччина)
- 1981 — «Примарне щастя» | Baseraa (Індія)
- 1979 — «Прости, Аруна» | मंज़िल (Індія)